# Intuitu personæ
Intuitu personæ est une locution latine signifiant « en fonction de la personne ». Elle est notamment utilisée en droit pour qualifier une relation existant entre deux personnes qui ne peut pas être transposée à d'autres personnes. C'est le cas par exemple d'un contrat de travail qui est nominatif.

## Présentation
L’intuitu personæ est une référence soit à la personne elle-même, soit à celle du cocontractant. Quelle que soit la personne visée, c'est de son identité qu'il est question. Si l’intuitu personæ évoque d'abord les éléments qui individualisent officiellement une personne (tels que ses nom, prénom, âge, domicile, etc.), une seconde définition énonce que l'identité est aussi l'ensemble des traits physiques et moraux qui caractérisent un être précis, et font qu'il est une personne unique.
C'est d'ailleurs le plus souvent l'identité qualifiée de morale qui entre en ligne de compte, c'est-à-dire que seront prises en compte essentiellement les qualités de la personne : sa compétence, son imagination, son savoir-faire, son habileté, sa réputation, son appartenance à une profession, voire sa moralité. Autrement dit, l'attention se porte sur la personnalité plus que sur la personne. Dans le droit de la distribution, l'intuitu personæ se manifeste souvent, aux yeux des tiers, par l'appartenance à un réseau, identifié lui-même par divers signes de ralliement de la clientèle.
Une autre façon de voir cet intuitu personæ est de considérer qu'il marque une confiance particulière entre les cocontractants ; particulière, car tout contrat comporte une part de confiance réciproque, dès lors que l'exécution n'est pas instantanée. Ce terme de confiance cache deux états. La confiance exprime ce qu'une personne ressent mais aussi ce qu'elle cherche à ressentir. On contracte en considération d'une personne donnée parce que le temps ou les épreuves ont donné naissance et consolidé un sentiment de confiance en elle. Mais on choisit aussi son cocontractant en considération de qualités susceptibles de faire naître la confiance. Il est des contrats dans lesquels une personne fait confiance à son cocontractant d'une façon spéciale, de sorte que la considération de la personne est un élément essentiel du contrat. Le besoin de confiance naît des risques générés par le contrat. Même un élément apparemment subjectif renvoie encore à l'analyse objective du lien contractuel. Pour autant, cela ne signifie pas que cette confiance ne puisse pas se reporter sur autrui, d'une façon ou d'une autre.
L’intuitu personæ se mue en intuitu firmæ (expression due à G. Camerlinck, L’intuitu personæ dans les sociétés anonymes, th. Paris 1929) ou societatis lorsque c’est l’identité, la réputation et la solvabilité d’une entreprise ou d’une société qui est déterminante (C. Prieto, La société contractante, PUAM 1994 ; G. Kostic ; D. Krajeski).

## Sources
- G. Kostic, L'intuitus personæ dans les contrats de droit privé, thèse Paris V, 1997.
- D. Houtcieff, Contribution à l'étude de l’intuitus personæ : remarques sur la considération de la personne du créancier, RTC 2003, no 1, p. 3.